# A Night at Greenway Court
"A Night at Greenway Court" é um conto de Willa Cather. Foi publicado pela primeira vez na Nebraska Literary Magazine em junho de 1896. Quatro anos depois, uma versão revisada foi publicada na Library.

## Resumo do enredo
Em 1752, Richard Morgan — um cidadão de Winchester, Virgínia — visita seu amigo Lord Fairfax no vizinho Greenway Court. Lá, ele conhece Philip Maurepas, um francês que lhes conta sobre seus anos na Índia. Ele expressa seu desdém pelo Rei, para desgosto do Visconde Chillingham. Eles comparam as ordens políticas tanto na Inglaterra quanto na França. Maurepas então ataca Fairfax por causa da pintura de uma mulher com um lírio que ele tem. No dia seguinte, Fairfax age regiamente e finge que nada aconteceu. O narrador conclui que agiu de acordo com seu dever virginiano. De interesse histórico, mas não é a obra mais celebrada de Cather.

## Personagens
- Richard Morgan, o narrador.
- Pai de Richard Morgan.
- Josiah Goodrich, amigo de Richard Morgan.
- M. Philip Marie Maurepas, um jogador que deixou a França por causa de suas dívidas. Ele aprendeu inglês na Índia.
- Senhor Thomas Fairfax
- Visconde Chillingham
- Sr. Courtney, um pastor.
- Fernando Fairfax, um antepassado de Thomas.
- Senhora Crawford, governanta de Thomas.
- Murzapha Jung, aliado de Dupleix.
- Nabob de Carnatic, inimigo de Dupleix.
- Tecunda Sahib, inimiga de Nabob.